# Arvid Lindblad
Arvid Anand Olof Lindblad (Londres, 8 de agosto de 2007) é um piloto britânico que atualmente compete no Campeonato de Fórmula 2 da FIA pela equipe Campos Racing. Ele foi campeão da Fórmula Regional da Oceania em 2025, também venceu o Grande Prêmio de Macau de Fórmula 4 de 2023 e é membro da Red Bull Junior Team desde 2021.

## Biografia
Arvid Anand Olof Lindblad foi criado em Virginia Water. Seu pai, Stefan Lindblad, é sueco e foi seu mecânico no início de sua carreira no kart, enquanto sua mãe, Anita Ahuja, é de ascendência indiana e tinha desconfianças sobre o esporte, preferindo que o filho investisse na carreira acadêmica. Ele tem cidadania sueca e britânica, mas ele corre sob a licença britânica. Além disso, sua avó materna é sikh, enquanto seu avô materno é hindu. Sua mãe relatou que ele, assim como seu irmão mais novo Amil, foram batizados em uma igreja, em um templo e em um gurdwara. Ele estudou na Royal Grammar School, situada em Guildford, e afirmou ser um estudante dedicado, com paixão por matemática e ciências. Ele tem como ídolos os pilotos Lewis Hamilton e Max Verstappen. Lindblad é apadrinhado pelo piloto da Fórmula E Oliver Rowland, que o acompanha desde os sete anos.

## Carreira

### Fórmula 4

#### F4 Italiana (2022 - 2023)
Em 2022, Lindblad fez sua estreia em corridas de monopostos ao se juntar à Van Amersfoort Racing para a quinta rodada do Campeonato Italiano de F4. Ele teve um ótimo começo, conquistando seis vitórias nas quatro primeiras rodadas. Depois de vencer todas as três corridas no Circuito de Monza, ele aumentou sua liderança no campeonato para 80 pontos. No entanto, ele perdeu a liderança após a etapa de Mugello e finalmente terminou o campeonato em terceiro, atrás de Kacper Sztuka e Ugo Ugochukwu.

#### F4 dos Emirados Árabes (2023)
Em 2023, ele se juntou à Prema Racing para disputar a F4 italiana, e também competiu na F4 dos Emirados Árabes Unidos pela Hitech Grand Prix. Na corrida 3 da rodada de abertura, Lindblad conquistou sua primeira vitória na Fórmula 4 árabe e terminou a temporada em quinto.

#### F4 Asiática (2023)
Em novembro, Lindblad juntou-se à Prema para competir em uma etapa do Campeonato de Fórmula 4 do Sudeste Asiático, no Circuito do Grande Prêmio de Macau, onde venceu as duas corridas.

### Fórmula 3

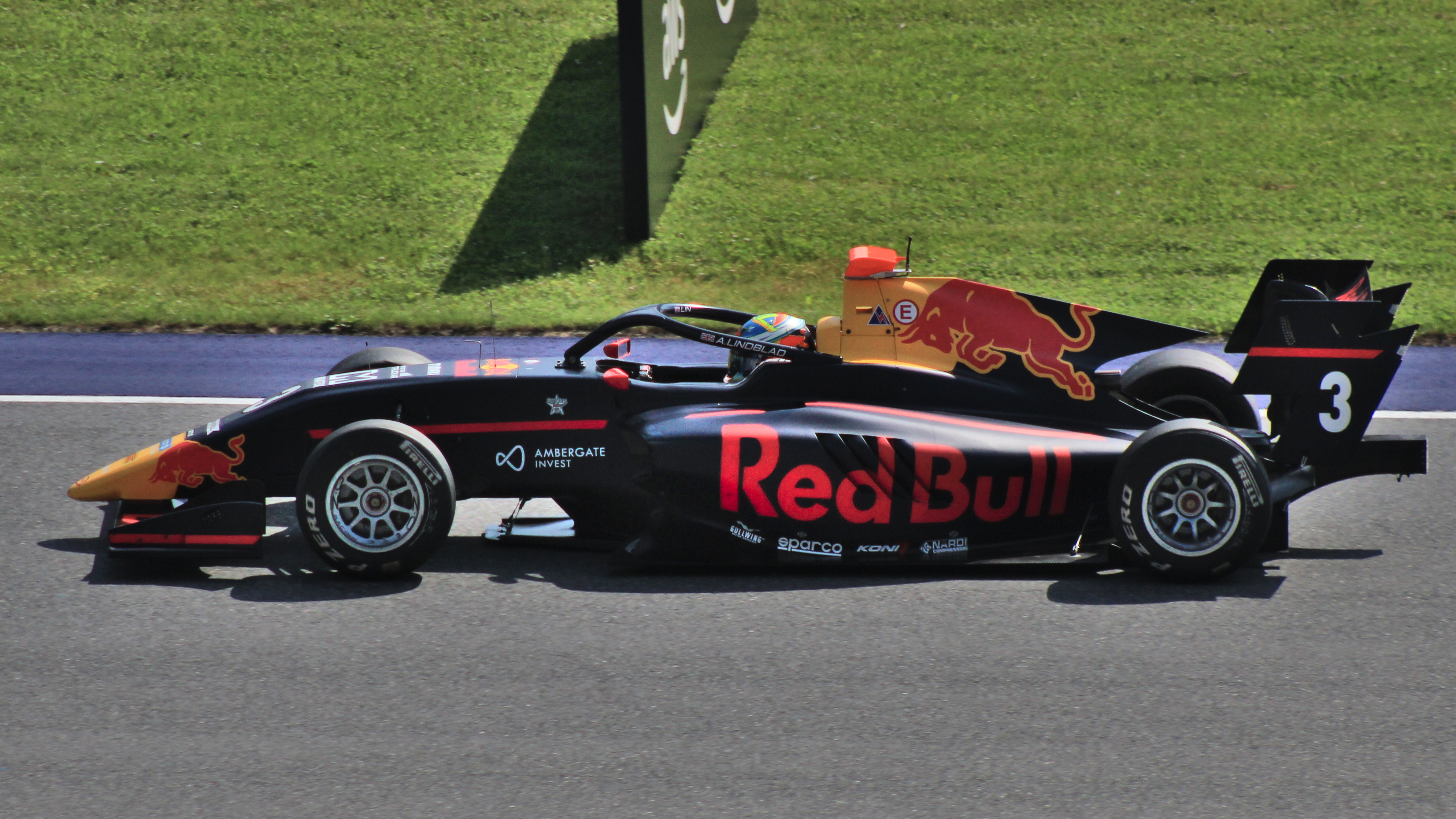
Lindblad na Áustria em 2024

Em outubro de 2023, Lindblad foi contratado para correr com a Prema Racing no Campeonato de Fórmula 3 da FIA de 2024, em parceria com os campeões de monopostos Gabriele Minì e Dino Beganovic. Lindblad foi o piloto que mais venceu corridas nessa temporada, com 4 triunfos. A primeira vitória foi já na corrida de estreia, na sprint do Barém. Ele também venceu a corrida principal da Espanha, ganhou a sprint e a feature race da Inglaterra, também garantiu um segundo lugar na Austrália e fez uma volta mais rápida.
Mas uma série de resultados ruins, como os problemas que Lindblad teve na classificação dos GPs da Hungria, da Bélgica e da corrida final em Monza, contribuiu para que o britânico não marcasse pontos e ficasse atrás na tabela. Assim, o piloto terminou a temporada em 4º lugar, com 113 pontos, 40 pontos atrás do campeão Leonardo Fornaroli. Apesar disso, Lindblad terminou a temporada de F3 de 2024 como melhor rookie, ajudando sua equipe Prema a vencer o campeonato de equipes, marcando 32,19% do total de pontos da equipe naquela temporada.

### Fórmula Regional da Oceania
No final de 2024, foi anunciada a participação de Lindblad no Campeonato de Fórmula Regional da Oceania, como forma de se preparar para sua campanha na F2 e de acumular mais pontos na superlicença FIA, já que ele precisava de oito para totalizar os quarenta necessários para consegui-la. O piloto se juntou à M2 Competition. Controlou o campeonato desde o início, engatando uma sequência de sete pódios nas sete primeiras corridas do ano, e se sagrou campeão na primeira corrida da última rodada, o que lhe rendeu dezoito pontos, mais do que o suficiente para estar habilitado a correr na Fórmula 1. Fechou a temporada com seis vitórias, doze pódios e 370 pontos, com 54 a mais do que o vice Zach Scoular, campeão dentre os estreantes.

### Fórmula 2

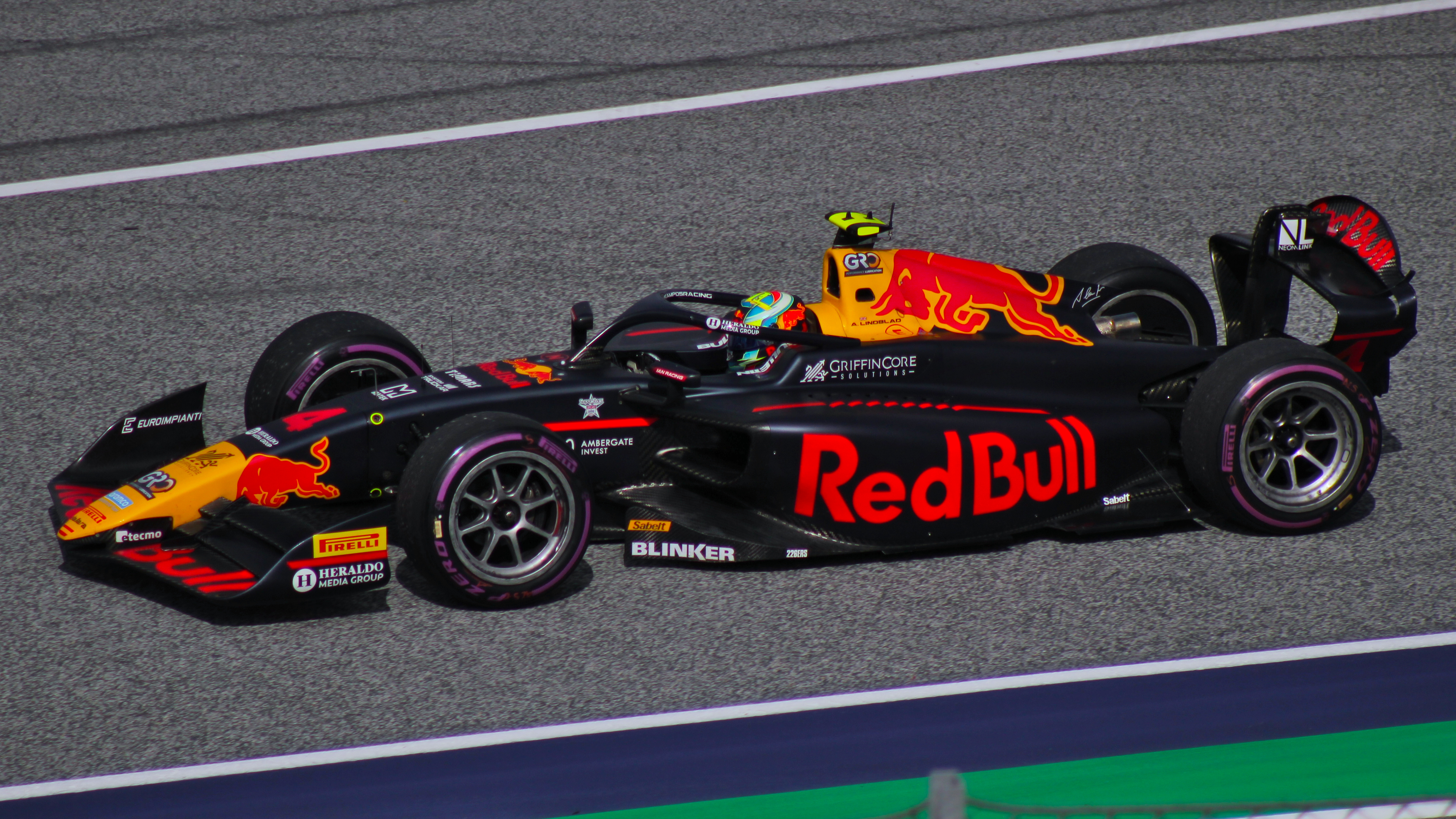
Lindblad no Red Bull Ring em 2025

Em setembro de 2024, a equipe da Fórmula 2 Campos Racing anunciou a contratação de Lindblad para disputar a temporada de 2025 da Fórmula 2, com ele sendo companheiro do espanhol Pepe Martí, também membro da Red Bull Junior Team e que já tinha uma temporada de experiência na equipe. Arvid conseguiu sua primeira vitória na corrida sprint de Gidá, se beneficiando de uma punição recebida pelo vencedor original, o neerlandês Richard Verschoor. Lindblad, que estava com dezessete anos, oito meses e onze dias, acabou se tornando o mais jovem a vencer uma prova na Fórmula 2, com o britânico superando o antigo recordista, Théo Pourchaire, por vinte e um dias. Lindblad também foi o primeiro estreante a vencer no circuito saudita desde Oscar Piastri em 2021. O britânico voltou a vencer na corrida longa da Espanha, que também marcou sua primeira pole na F2.

### Fórmula 1
Para a temporada de 2021, Lindblad se juntou à Red Bull Junior Team como um piloto apoiado pela Red Bull. Antes da temporada de 2022, ele se tornou um membro pleno da Red Bull Junior Team, e ele permaneceu na academia mesmo após a Red Bull dispensar a maior parte de seus pilotos juniores no final de 2023. Lindblad completou seu primeiro teste de Fórmula 1 em setembro de 2024, pilotando o Red Bull RB8 em Houston. A equipe se aproveitou de uma brecha dada pela FIA para permitir que pilotos com 17 anos de idade pudessem pilotar carros da F1, inicialmente pensada para o caso de Andrea Kimi Antonelli.
Em fevereiro de 2025, Lindblad foi escalado para testar o AlphaTauri AT04, carro de 2023 da atual Racing Bulls em Ímola. Em junho, a Red Bull conseguiu que a FIA concedesse a superlicença para Lindblad antes dele completar dezoito anos, o que permite que o britânico possa participar de uma prova oficial da F1. No mês seguinte, a Red Bull escalou Lindblad para substituir Yuki Tsunoda na primeira sessão de treinos livres do GP da Grã-Bretanha.

## Resultados

### Resumo da carreira
| Temporada | Categoria                         | Equipe                        | Corridas | Vitórias | Poles | VMR | Pódios | Pontos | Posição |
| --------- | --------------------------------- | ----------------------------- | -------- | -------- | ----- | --- | ------ | ------ | ------- |
| 2022      | Fórmula 4 Italiana                | Van Amersfoort Racing         | 8        | 0        | 0     | 0   | 0      | 12     | 17º     |
| 2023      | Fórmula 4 dos Emirados Árabes     | Hitech Grand Prix             | 15       | 1        | 1     | 1   | 3      | 107    | 5º      |
| 2023      | Fórmula 4 Italiana                | Prema Racing                  | 21       | 6        | 4     | 3   | 10     | 263,5  | 3º      |
| 2023      | Campeonato Euro 4                 | Prema Racing                  | 9        | 1        | 1     | 2   | 4      | 124    | 4º      |
| 2023      | GP de Macau da F4 Asiática        | SJM Theodore Prema Racing     | 2        | 2        | 2     | 2   | 2      | N/A    | 1º      |
| 2024      | Fórmula Regional do Oriente Médio | Mumbai Falcons Racing Limited | 9        | 1        | 0     | 0   | 1      | 33     | 13º     |
| 2024      | Fórmula 3                         | Prema Racing                  | 20       | 4        | 0     | 1   | 5      | 113    | 4º      |
| 2025      | Fórmula Regional da Oceania       | M2 Competition                | 15       | 6        | 6     | 6   | 12     | 370    | 1º      |
| 2025      | Fórmula 2                         | Campos Racing                 | 15       | 2        | 1     | 2   | 3      | 84*    | 6º*     |

### Resultados completos do Campeonato de Fórmula 3 da FIA
(Legenda) (As corridas em negrito indicam pole position) (Corridas em itálico indicam volta mais rápida)
| Ano  | Equipe       | 1         | 2         | 3         | 4          | 5         | 6         | 7           | 8         | 9         | 10        | 11          | 12        | 13        | 14        | 15         | 16          | 17         | 18          | 19         | 20         | Pos. | Pts. |
| ---- | ------------ | --------- | --------- | --------- | ---------- | --------- | --------- | ----------- | --------- | --------- | --------- | ----------- | --------- | --------- | --------- | ---------- | ----------- | ---------- | ----------- | ---------- | ---------- | ---- | ---- |
| 2024 | Prema Racing | BHR SPR 1 | BHR FEA 8 | MEL SPR 2 | MEL FEA 11 | IMO SPR 8 | IMO FEA 7 | MON SPR Ret | MON FEA 4 | CAT SPR 9 | CAT FEA 1 | RBR SPR Ret | RBR FEA 7 | SIL SPR 1 | SIL FEA 1 | HUN SPR 15 | HUN FEA 28† | SPA SPR 15 | SPA FEA Ret | MNZ SPR 12 | MNZ FEA 16 | 4º   | 113  |

### Resultados completos da Fórmula Regional da Oceania
(Legenda) (As corridas em negrito indicam pole position) (Corridas em itálico indicam volta mais rápida)
| Ano  | Team           | 1       | 2       | 3       | 4     | 5       | 6       | 7     | 8        | 9       | 10      | 11      | 12      | 13      | 14        | 15    | Pos. | Pts. |
| ---- | -------------- | ------- | ------- | ------- | ----- | ------- | ------- | ----- | -------- | ------- | ------- | ------- | ------- | ------- | --------- | ----- | ---- | ---- |
| 2025 | M2 Competition | TAU 1 3 | TAU 2 3 | TAU 3 1 | HMP 1 | HMP 2 3 | HMP 3 1 | MAN 1 | MAN 2 14 | MAN 3 1 | TER 1 2 | TER 2 6 | TER 3 1 | HIG 1 2 | HIG 2 Ret | HIG 3 | 1º   | 370  |